# Ravnogor (bergskedja)
Ravnogor (bulgariska: Равногор) är en bergskedja i Bulgarien.   Den ligger i regionen Pazardzjik, i den centrala delen av landet, 120 km sydost om huvudstaden Sofia.
I omgivningarna runt Ravnogor växer i huvudsak lövfällande lövskog. Runt Ravnogor är det ganska tätbefolkat, med 104 invånare per kvadratkilometer.